# Pyrgomantis bisignata
Pyrgomantis bisignata är en bönsyrseart som beskrevs av Max Beier 1957. Pyrgomantis bisignata ingår i släktet Pyrgomantis och familjen Tarachodidae. Inga underarter finns listade i Catalogue of Life.